# HD 189775
HD 189775，又名BD+51 2728，SAO 32170、HR 7651，是一颗恒星，视星等为6.15，位于銀經86.04，銀緯11.54，其B1900.0坐标为赤經19h 56m 36.3s，赤緯+51° 11.54′ 54″。